# Dragutin Šahović
Dragutin Šahović est un joueur d'échecs yougoslave né le 8 août 1940 à Kraljevo et mort le 12 décembre 2005 à Belgrade. Il fut un des meilleurs joueurs yougoslaves à la fin des années 1970.

## Biographie et carrière
Dragutin Šahović finit deuxième ex æquo du championnat de Yougoslavie d'échecs en 1974. Il remporta les tournois de :
- Varna en 1975 ;
- l'open du festival d'échecs de Bienne en 1976[1] ;
- l'open de Lone Pine en 1977 (ex æquo avec Gaprindachvili, Balachov et Panno) ;
- Niš en 1977 ;
- Sombor et Trstenik en 1978 ;
- Doubna en 1979 (avec I. Zaïtsev, Balachov et Souétine) ;
- Kladovo en 1980 ;
- le tournoi de Noël de Zurich en 1981[2] ;
- Vrnjačka Banja en 1984 ;
- Montpellier 1988 ;
- Belgrade 1993.

Il finit troisième ex  æquo du tournoi de grands maîtres de Bienne en 1979 (victoire de Viktor Kortchnoï).
Il obtint le titre de grand maître international en 1978, Son meilleur classement mondial fut 66e place au classement mondial de janvier 1979.
En compétition par équipe, Dragutin Šahović a représenté la Yougoslavie deux fois au premier échiquier lors de la Coupe Mitropa (médaille d'or par équipe en 1979 et médaille d'argent par équipe en 1981). Il remporta une médaille d'argent individuelle au premier échiquier de réserve lors du championnat d'Europe d'échecs des nations de 1980 à Skara (il marqua 2,5 points sur 4 et l'équipe de Yougoslavie finit quatrième de la compétition). Il remporta deux balkaniades par équipe (en 1980 et 1981) avec la Yougoslavie.